# Leandra
A Leandra a Leander férfinév olasz, spanyol, portugál női párja.

## Gyakorisága
Az 1990-es években szórványos név, a 2000-es években nem szerepel a 100 leggyakoribb női név között.

## Névnapok
- február 22.
- február 27.
- március 13.